# Alexandre Baranov
Pour les articles homonymes, voir Baranov.
Alexandre Andreïevitch Baranov (en russe : Александр Андреевич Баранов), quelquefois épelé Aleksandr ou Alexander et Baranof, né en 1746 à Kargopol (province russe d'Arkhangelsk), mort à Batavia (Indes néerlandaises) en 1819, est un commerçant russe, directeur de la Compagnie russe d'Amérique et premier gouverneur de l'Amérique russe de 1792 au 11 janvier 1818.

## Biographie
Il quitte sa région natale à l'âge de 15 ans et devient un prospère marchand à Irkoutsk, en Sibérie. Attiré vers l'Alaska russe par le commerce des fourrures qui se développe, il y prospère là encore, établissant des postes de traite dans la région de l'île Kodiak.
En 1787, Alexandre Baranov fonde un poste de traite sur l'île Sitka où des moujiks et des Aléoutes sont installés. 
Une cloche d'une cinquantaine de kilos fut retrouvée enterrée dans un bois près de la Mission San Fernando Rey de España (en) dans la Californie du Sud en 1920. Elle portait l'inscription russe : « En ce mois de janvier de l'année 1796, cette cloche fut apportée de l'île de Kodiak par sa sainteté l'Archimandrite Joseph, durant le séjour d'Alexandre Baranov ». Il est maintenant reconnu que cet objet d'art orthodoxe russe de Kodiak, a réellement fait le trajet vers les missions catholiques espagnoles du sud de la Californie, prouvant l'existence d'une diaspora russe sur l'ensemble de la côte pacifique nord-américaine et de ses contacts avec les Espagnols et les cultures indiennes locales.
De 1799 à 1804, il devient le gouverneur et l'administrateur de l'Amérique russe. Il ordonne la construction de la capitale. Mais en 1802, lors d'une attaque des Tlingits le fort est détruit. En 1804, Alexandre Baranov est de retour sur les lieux. L'île est rebaptisée de son nom actuel et la capitale prend le nom de Novo-Arkhangelsk (actuelle « Sitka »).
De 1799 à 1818, grâce à l'entregent de Nikolai Rezanov, il devient l'un des dirigeants de l'influente Compagnie russe d'Amérique. Il gérait tous les intérêts de la compagnie en Alaska, incluant les îles Kouriles et les îles Aléoutiennes. L'activité de la région était florissante avec l'explosion du commerce des loutres de mer et des otaries. Baranov convainquit des chasseurs indigènes d'étendre leur zone de chasse aux côtes de la Californie. Sous sa direction des écoles furent ouvertes pour les Amérindiens d'Alaska et les différentes communautés de la région devinrent moins isolées. Des missionnaires orthodoxes opérèrent dans l'Amérique russe, mais entretenaient souvent des relations orageuses avec Baranov, en dénonçant en particulier le comportement des Russes envers les populations locales.
Sur le voyage de retour vers la Russie, Baranov embarque sur un navire pour l'Europe par le cap de Bonne-Espérance. Il tombe malade pendant le voyage et meurt dans la colonie néerlandaise de Batavia sur l'île de Java en 1819.
L'île Baranof a été nommée d'après lui et durant la Seconde Guerre mondiale, les États-Unis baptisèrent un des Liberty ships, SS Alexander Baranof.

## Source
- (en) Cet article est partiellement ou en totalité issu de l’article de Wikipédia en anglais intitulé « Alexander Andreyevich Baranov » (voir la liste des auteurs).